# Ivan Šimić
Ivan Šimić (Dragićina kraj Gruda, 1964.) je hrvatski poduzetnik, kolumnist, publicist i politički analitičar iz BiH.   

## Životopis
Rođen je 1964. u Dragićini pored Gruda. U Grudama je završio osnovnu školu i gimnaziju. Diplomirao je u Splitu na FESB-u 1989. godine. Poslije studija vratio se u rodno mjesto. Kratko je radio u srednjoj školi u Grudama. Uoči rata u BiH, s prijateljima je pokrenuo lokalnu radijsku postaju. U to vrijeme objavljeni su i njegovi prvi radovi u mjesečniku Hrvatska gruda. Od 1994. do 2002. godine vodio je partnersku, a od 2002. vodi vlastitu malu informatičku tvrtku. Od 2006. do 2012. godine pisao je kolumnu za mostarski portal dnevnik.ba. U istom periodu u godišnjaku Ogranka Matice Hrvatske Grude Susreti objavio je nekoliko putopisa i jednu kratku ratnu priču. Neposredni povod za prvi tekst na mostarskom portalu u jesen 2006. bila je do tada neviđena prijevara na izborima za članove Predsjedništva Bosne i Hercegovine. U poslijeratnom vremenu b-h. Hrvati bili su pritisnuti i zastrašeni sudskim procesima za ratna događanja i pokušaj uspostave samouprave, nakon čega je njihova ionako neravnopravna ustavna pozicija još više urušena izmjenama Ustava i izbornih zakona, što je rezultiralo političkom apatijom i uspavanošću. Bosanskohercegovački su Hrvati te procese degradacije vlastitih prava gotovo nijemo promatrali, a Šimić je svojim tekstovima htio protresti javnost bh. Hrvata i vratiti nadu u dostižnost ideala stvarne nacionalne jednakopravnosti.

## Djela
- Hercegovac s razlogom, zbirka objavljenih tekstova, 2013.
- Matijino stoljeće rata, roman, 2023.

## Nagrade
- 2013.: osoba godine u kategoriji Politika, za knjigu "Hercegovac s razlogom"

## Sinkronizacija
- "DJ Pepeljuga" kao Lara, Fan i škola djevojčica (2020.)

## Vanjske poveznice
- Kolumna u dnevnik.ba  Arhivirana inačica izvorne stranice od 13. listopada 2012. (Wayback Machine)